# Festuca camerunensis
Espèce
Festuca camerunensis E.B.Alexeev est une espèce de plantes de la famille des Poaceae, endémique du Cameroun. 